# Danilo De Summa
Danilo De Summa (Brindisi, 6 gennaio 1969) è un attore italiano.

## Carriera
Danilo De Summa ha iniziato la sua carriera cinematografica nel 2000 e ha lavorato con svariati registi tra i quali Mario Monicelli, Marco Tullio Giordana e Renato De Maria.
Sul piano internazionale ha partecipato al film tedesco Indovina chi sposa mia figlia, per la regia di Neele Leana Vollmar.

## Filmografia

### Cinema
- Almost Blue, regia di Alex Infascelli (2000)
- Paz!, regia di Renato De Maria (2002)
- Le rose del deserto, regia di Mario Monicelli (2006)
- Sanguepazzo, regia di Marco Tullio Giordana (2008)
- Fine pena mai, regia di Davide Barletti e Lorenzo Conte (2008)
- Indovina chi sposa mia figlia, regia di Neele Leana Vollmar (2009)
- Tutti per Bruno regia di Stefano Vicario (2010)
- Il giovane Montalbano regia di Gianluca Maria Tavarelli (2012)
- Romanzo di una strage regia di Marco Tullio Giordana (2012)
- La guerra a Cuba, regia di Renato Giugliano (2021)
- Diabolik - Chi sei?, regia dei Manetti Bros. (2023)

### Televisione
- L'ispettore Coliandro, episodio "In trappola", regia dei Manetti Bros. (2006)
- Nebbie e delitti 2, episodio "Fuori stagione", regia di Gianpaolo Tescari (2009)
- Rex 8, episodio "Gli allegri bucanieri", regia dei Manetti Bros. (2014)
- Squadra antimafia 7, 1 episodio, regia di Kristoph Tassin e Samad Zarmandilli (2015)

## Teatro
- Come fa l'orologio quando è avvolto nel cotone, regia di Danilo De Summa (1999)
- Hoka Hey, regia di Danilo De Summa e Michele Sinisi (2001)
- Ricordati di me, regia di Stefano Benni (2002)
- Drack ... diavolo o drago, regia di Danilo De Summa (2003)
- Vico Angelo custode, regia di Michele Santeramo (2005)
- Il cattivo, regia di Michele Santeramo (2008)
- Nudo & crudo, delirio di un onesto bugiardo, regia di Danilo De Summa (2009)
- Un suono soffocato, regia di Danilo De Summa (2010)
- Proclama a Sud, regia di F. Ianneo (2011)
- Dramophone, regia di F. Ianneo (2011)
- Corpi sospesi, coreografia di Roberta Zerbini (2014)
- L'albero, il crocicchio e la ferrovia, regia di Danilo De Summa (2014)
- Orma nuda, regia di Danilo De Summa (2014)
- L'avversario, regia di Danilo De Summa (2015)
- Fiori capovolti, regia di Danilo De Summa (2015)